# الیکایی‌پشه‌گیرهای نوک‌دراز
الیکایی‌پشه‌گیرهای نوک‌دراز یا الیکایی‌پشه‌گیرهای چهچهه‌زن (نام علمی: Ramphocaenus)، یک سرده از پرندگان گنجشک‌سان از آمریکای جنوبی است. نام این سرده Ramphocaenus به معنی نوک غیرعادی، از دو واژهٔ یونان باستان rhamphos (ῥάµϕος به معنی "نوک") و cænos (καινός به معنی "شگفت، عجیب") است.

## گونه‌ها
سردهٔ Ramphocaenus دارای گونه‌های زیر است:
- الیکایی پشه‌گیر چهچه‌زن (Ramphocaenus sticturus)
- الیکایی پشه‌گیر نوک‌دراز (Ramphocaenus melanurus)